# WWE ThemeAddict: The Music, Vol. 6
WWE ThemeAddict: The Music, Vol. 6 é uma coletânea lançada pela WWE em 16 de novembro de 2004. Ela contém os temas de entrada utilizados por alguns dos lutadores da empresa.

## Faixas
Compostas por Jim Johnston, com exceção das com notas.
1. Evolution - "Line in the Sand" (cantada por Motörhead)
2. Carlito Caribbean Cool - "Cool"
3. Theodore Long - "MacMilitant" (vocais por Miestro)[2]
4. Christian - "Just Close Your Eyes" (cantada por Waterproof Blonde)
5. Heidenreich - "Dangerous Politics"
6. RAW Diva Search Theme - "Real Good Girl"
7. Chavo Guerrero - "Chavito Ardiente"
8. The Undertaker - "The Darkest Side (Remix)"
9. Eugene - "Child's Play"
10. Victoria - "Don't Mess With" (vocais por The Hood$tars)[2]
11. Shelton Benjamin - "Ain't No Stoppin' Me" (vocais por Lucien "Lou$tar" George)[2]
12. Billy Kidman - "You Can Run" (vocais por Lorddikim Allah)[2]
13. SmackDown! Theme - "Rise Up" (cantada por Drowning Pool)
14. Gail Kim - "International Woman" (cantada por Dara Shindler)
15. John "Bradshaw" Layfield - "Longhorn"
16. John Cena (part. Tha Trademarc) - "Untouchables" (compositores: John Cena e Big Daddy Kane)